# Tính co giãn của mức cung theo giá

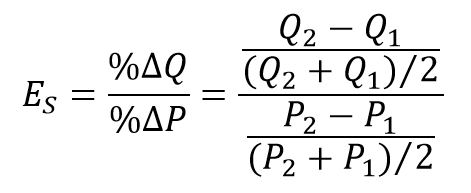
Tính co giãn của mức cung theo giá theo phương pháp trung điểm.

Tính co giãn của mức cung theo giá (PES hoặc E s) là thước đo được sử dụng trong kinh tế học để thể hiện mức độ đáp ứng hoặc độ co giãn của lượng cung cấp hàng hóa hoặc dịch vụ đối với sự thay đổi giá của nó.
Độ co giãn được biểu diễn dưới dạng số và được định nghĩa là phần trăm thay đổi về số lượng được cung cấp chia cho phần trăm thay đổi về giá.
Khi độ co giãn nhỏ hơn một, việc cung cấp hàng hóa có thể được mô tả là không co giãn; khi nó lớn hơn một, cung có thể được mô tả là co giãn. Độ co giãn bằng 0 cho thấy lượng cung không đáp ứng với thay đổi giá: hàng hóa được "cố định" trong cung. Những hàng hóa như vậy thường không có thành phần lao động hoặc không được sản xuất, hạn chế triển vọng mở rộng ngắn hạn. Nếu độ co giãn chính xác là một, hàng hóa được gọi là co giãn đơn vị.
Số lượng hàng hóa được cung cấp có thể, trong ngắn hạn, khác với số lượng sản xuất, vì các nhà sản xuất sẽ có cổ phiếu mà họ có thể xây dựng hoặc chạy xuống.

## Các yếu tố quyết định
Nguyên liệu sẵn có
Ví dụ, tính sẵn có có thể giới hạn số lượng vàng có thể được sản xuất ở một quốc gia bất kể giá cả.  Tương tự như vậy, giá của các bức tranh Van Gogh dường như không ảnh hưởng đến nguồn cung của họ.
Độ dài và độ phức tạp của nhà sản xuất
Phần lớn phụ thuộc vào sự phức tạp của quá trình sản xuất.  Sản xuất dệt tương đối đơn giản.  Lao động chủ yếu là không có kỹ năng và các cơ sở sản xuất ít hơn so với các tòa nhà   - không có cấu trúc đặc biệt là cần thiết.  Do đó, PES cho hàng dệt là đàn hồi.  Mặt khác, PES cho các loại xe cơ giới cụ thể là tương đối không co giãn.  Sản xuất ô tô là một quy trình gồm nhiều giai đoạn đòi hỏi thiết bị chuyên dụng, lao động lành nghề, mạng lưới nhà cung cấp lớn và chi phí R & D lớn.
Tính cơ động của các yếu tố
Nếu các yếu tố sản xuất dễ dàng có sẵn và nếu một nhà sản xuất sản xuất một hàng hóa có thể chuyển đổi nguồn lực của họ và đưa nó theo hướng tạo ra sản phẩm theo yêu cầu, thì có thể nói rằng PES tương đối co giãn.  Điều ngược lại áp dụng cho điều này, để làm cho nó tương đối không co giãn.
Thời gian phản hồi
Nhà sản xuất càng có nhiều thời gian để đáp ứng với thay đổi giá thì nguồn cung càng co giãn.  Cung về lâu dài thường co giãn hơn so với trong ngắn hạn đối với hàng hóa sản xuất, vì người ta thường cho rằng về lâu dài, tất cả các yếu tố sản xuất có thể được sử dụng để tăng cung, trong khi trong ngắn hạn chỉ có thể tăng lao động và thậm chí sau đó, những thay đổi có thể rất tốn kém. Ví dụ, một nông dân trồng bông không thể ngay lập tức (tức là trong ngắn hạn) phản ứng với việc tăng giá đậu nành vì thời gian cần thiết để mua đất cần thiết.
Hàng tồn kho
Một nhà sản xuất có nguồn cung cấp hàng hóa hoặc khả năng lưu trữ có sẵn có thể nhanh chóng tăng nguồn cung cho thị trường.
Năng lực sản xuất dự phòng hoặc dư thừa
Một nhà sản xuất có năng lực không sử dụng có thể (và sẽ) nhanh chóng phản ứng với những thay đổi về giá trong thị trường của anh ta giả định rằng các yếu tố biến đổi là có sẵn.  Sự tồn tại của năng lực dự phòng trong một công ty, sẽ cho thấy phản ứng tương xứng hơn về số lượng được cung cấp cho những thay đổi về giá (do đó cho thấy độ co giãn của giá).  Nó chỉ ra rằng nhà sản xuất sẽ có thể sử dụng các thị trường yếu tố dự phòng (yếu tố sản xuất) theo ý của mình và do đó đáp ứng với những thay đổi về nhu cầu để phù hợp với nguồn cung.  Mức độ của năng lực sản xuất dự phòng càng lớn, các nhà cung cấp càng nhanh có thể đáp ứng với sự thay đổi giá cả và do đó hàng hóa / dịch vụ sẽ càng co giãn.
Các phương pháp nghiên cứu khác nhau được sử dụng để tính toán độ co giãn của giá trong cuộc sống thực, bao gồm phân tích dữ liệu bán hàng lịch sử, cả công khai và riêng tư và sử dụng các khảo sát hiện tại về sở thích của khách hàng để xây dựng thị trường thử nghiệm có khả năng mô hình hóa các thay đổi đó. Ngoài ra, có thể sử dụng phân tích liên hợp (xếp hạng sở thích của người dùng mà sau đó có thể được phân tích thống kê).

## Biểu diễn đồ họa
Độ co giãn và độ dốc của đường cung, phần lớn, không liên quan. Do đó, khi cung được biểu diễn tuyến tính, bất kể độ dốc của đường cung, hệ số co giãn của bất kỳ đường cung tuyến tính nào đi qua gốc tọa độ là 1 (đơn vị đàn hồi). Hệ số co giãn của bất kỳ đường cung tuyến tính nào cắt phần dương của trục giá lớn hơn 1 (co giãn) ở mọi nơi và hệ số co giãn của bất kỳ đường cung nào tuyến tính cắt phần dương của trục số lượng nhỏ hơn 1 (không co giãn). Hơn nữa, đối với hầu hết mọi đường cung đã cho (bao gồm cả đường tuyến tính), độ co giãn của cung sẽ thay đổi dọc theo đường cong.

## Ngắn hạn và dài hạn
Cung co giãn hơn trong dài hạn so với trong ngắn hạn, vì hai lý do. Đầu tiên, đối với mỗi công ty riêng lẻ, về lâu dài được định nghĩa là một khoảng thời gian sao cho việc sử dụng tất cả các yếu tố sản xuất, ngay cả những yếu tố như vốn vật chất, có thể thay đổi. Vì vậy, ví dụ, nếu giá hàng hóa tăng lên, về lâu dài, có thể tăng mức sử dụng cả lao động và vốn, dẫn đến tăng sản lượng cung cấp nhiều hơn so với, trong ngắn hạn, chỉ sử dụng lao động mới có thể được tăng lên.
Thứ hai, từ quan điểm của toàn ngành, sự gia tăng bền vững của giá bán được xác định theo thị trường cuối cùng sẽ có giá trị trong một thời gian dài dẫn đến việc gia nhập nhiều công ty hơn vào ngành, làm tăng lượng cung nhiều hơn không có mục đó

## Độ co giãn cung đã chọn
- Dầu nóng: 1,58 (Ngắn hạn) [6]
- Xăng: 1,61 (Ngắn hạn) [6]
- Thuốc lá: 7.0 (Dài hạn) [6]
- Nhà ở: 1.6-3.7 (Dài hạn) [6]
- Bông 
  - 0,3 (Ngắn hạn) [7]
  - 1.0 (Dài hạn) [7]
- Thép: 1.2 (Dài hạn, từ Minimills) [8]
- Đất: 0, trừ khi việc cải tạo đất đang diễn ra